# 爆笑GONGSHOW
『爆笑GONGSHOW』（ばくしょうゴングショー）は、1991年4月から9月まで関西テレビで深夜に放送されていた関西ローカルのお笑い番組である。

## 概要
毎回若手のお笑い芸人たちが観客たちの前で漫才やコントを披露していた深夜番組で、後に1993年4月から1996年9月まで同局で放送されていた『爆笑BOOING』を発展とする。
審査員でもある観客たちは、ネタの途中で「面白くない」と感じたらニョロニョロを挙げる。ニョロニョロを挙げた観客が10名に達すると、ネタは強制的に終了となり、参加芸人は退場させられた。退場にならずに制限時間内にネタを続けられれば勝ち抜けとなる。4回連続で勝ち抜けるとチャンピオンに認定され、グランドチャンピオン大会の出演権を獲得した。
グランドチャンピオン大会は、参加芸人に普通にネタを披露させ、最も面白かった芸人に審査員が投票する方式で行われた。優勝者はグランドチャンピオンの栄誉を獲得した。

## 司会
- 遙洋子
- 牧野エミ

## 出場した芸人

### 歴代チャンピオン
| グランドチャンピオン | ノミネート（4週勝ち抜きチャンピオン）                          |
| 雨上がり決死隊       | サムソンズ、ジャドリスト、なめくぢ、バッファロー吾郎、FUJIWARA |

### 挑戦者
アクターズ、AZAS、岩崎直哲、NYストリート、オミーズ、金谷ヒデユキ、キリングセンス、こおきち、小西克洋、コロンボ、小脇健次、TheClub?、シューティング、新撰組、スミス夫人、センパーセント、DA-DA、ダックスープ、ちゃいまんねんず、T・K・O、永里敦、中田尚希・裕士、西川一平、のイズ、パスポーター、光里・香里、広川ひかる、ぴらにあん、ブラッシュ、フラワーチルドレン、へびいちご、ボッシュボーイ、マニアック、武蔵と小次郎、惑星ピスタチオ、わんわん